# Milena Paola Quiroga Romero
Milena Paola Quiroga Romero es una política, docente, ingeniera civil y funcionaria pública mexicana. Luego de ser elegida diputada por la XV Legislatura del Congreso del Estado de Baja California Sur en 2018, tomó protesta como presidenta municipal de La Paz, Baja California Sur en 2021; en 2024 registró su candidatura ante el Instituto Estatal Electoral para contender por la reelección. Adicional a su carrera política, Quiroga se ha desempeñado como docente y ha ocupado cargos de supervisión y coordinación en empresas de urbanización y construcción.

## Biografía

### Inicios, formación académica y primeros cargos
Luego de competir a nivel profesional en disciplinas de gimnasia aeróbica y natación, Quiroga cursó una carrera en Ingeniería Civil en el Instituto Tecnológico de La Paz entre 2004 y 2008 en La Paz, Baja California Sur. Entre 2008 y 2015 desempeñó cargos de supervisión y coordinación en empresas de construcción y urbanización, y en 2016 impartió la materia de Diseño y Construcción de Pavimentos en el Instituto Tecnológico de La Paz, cargo que ocupó hasta el año 2018.
De acuerdo con el diario El Economista, «una de sus principales áreas de estudio, trabajo e investigación es el desarrollo y aprovechamiento del agua en Baja California Sur». Es miembro de la Agrupación Ciudadana para el Ordenamiento del Agua en Baja California Sur (ACORABCS).

### Carrera política
Afiliada al partido político Morena, en 2018 Quiroga se postuló como candidata a diputada local por la XV Legislatura del Congreso del Estado de Baja California Sur. Tras su elección por el sistema de mayoría relativa, fue designada en el cargo de coordinadora de la fracción parlamentaria de Morena, y asumió la titularidad de la Junta de Gobierno y Coordinación Política del Congreso del Estado de Baja California Sur. Durante su mandato participó en las comisiones permanentes de asuntos fiscales y administrativos, deporte, agua, infraestructura, juventud, trasparencia y anticorrupción.
El 2 de febrero de 2021, el Congreso del Estado de Baja California Sur aprobó en sesión extraordinaria una solicitud presentada por Quiroga para separarse del cargo de diputada. Acto seguido, anunció su candidatura para la presidencia municipal de La Paz, Baja California Sur, en representación de los partidos políticos Morena y Partido del Trabajo. Tras ganar en los comicios con el 46.2% de los votos, tomó protesta como alcaldesa del municipio de La Paz el 27 de septiembre de 2021.
El mismo año, fue designada como coordinadora municipal de defensa de la Cuarta Transformación propuesta por el presidente de la nación Andrés Manuel López Obrador, con el fin de «fortalecer y consolidar los principios de la transformación propuesta por el gobierno federal en el ámbito local».

### Actualidad
En enero de 2024 Quiroga ocupó la décima posición en la lista de las mejores alcaldesas de México en una encuesta elaborada por Mitofsky Group, en la que también apareció en el Top 40 de los alcaldes mejor evaluados del país. En febrero anunció que la construcción de la planta potabilizadora de agua de la presa «La Buena Mujer», que en ese momento presentaba un avance del 25%, sería entregada en marzo del mismo año; dicha obra pretende suministrar agua potable a las colonias de La Paz. Según el diario El Independiente, se trata de «la obra hídrica más importante del municipio».
En el mes de marzo, Quiroga solicitó licencia de su cargo para contender por la reelección, después de ser escogida en una consulta interna del partido. El mismo mes se registró ante el Instituto Estatal Electoral como candidata a la presidencia del municipio de La Paz, a través de la alianza Seguimos Haciendo Historia en Baja California Sur. De esta manera, Quiroga se convirtió en la primera alcaldesa avalada por Morena para una posible reelección en Baja California Sur.
El 25 de marzo del mismo año firmó junto con el gobernador del estado Víctor Manuel Castro Cosío el Adendum al Convenio Para la Instrumentación del Programa de Ordenamiento Ecológico Local de La Paz, con el objetivo de «regular las actividades productivas dentro de un marco sostenible».
Durante la jornada electoral del 2 de junio del 2024, Milena Quiroga resultó ganadora de la elección a la presidencia municipal de La Paz, lo que la convirtió en la primera mujer en ser reelecta en la capital del estado, además de encabezar la primera reelección en la historia del municipio.
El 10 de junio el Instituto Estatal electoral de Baja California Sur, le entregó la constancia de mayoría, que la acreditó como Alcaldesa electa del Municipio de La Paz, con más de 61,000 votos recibidos en las elecciones, posicionándola además como la mujer con mayor número de votos recibidos en una elección de presidencia municipal en La Paz.

## Controversias
Actualmente en el marco de la organización del Carnaval de La Paz (cabecera del municipio que preside) existe una controversia que ha generado escozor y opiniones en la sociedad paceña, derivado a que su administración designó 18 millones de pesos de fondos públicos a una empresa privada para que obtuviera utilidades con la contratación del cantante Chayanne para que se presentara como parte de la cartelera de los festejos el próximo 18 de febrero de 2025, la misma alcaldesa señaló que se debió a una gestión con los representantes del artista, sin embargo señaló que no habría uso de recursos públicos, versión que fue contra decida por el gobernador del Estado de Baja California Sur Víctor Manuel Castro Cosío quien señaló que su administración vía la Secretaría de Finanzas, le realizó un préstamo al municipio de La Paz por una deficiencia presupuestaria pero que ella decidió usarlo en este evento "tendrá que rendir cuentas" (sic) señaló.